# جهت فعل
در دستور زبان به رابطه میان کاری که یک فعل بازگو می‌کند با نهاد و مفعولِ آن کار را جهت فعل (به انگلیسی: Voice) می‌گویند.
فعل‌ها در بسیاری از زبان‌ها سه جهت دارند:
- جهت معلوم: جهتی که در آن عاملِ عمل و نهاد یکی هستند: «پرویز نان را می‌برد.»
- جهت مجهول: جهتی که در آن نهاد دارای نقش معنایی مفعول در جمله‌ای معلوم است. «نان پرویز برده شد.»
- جهت میانه: جهتی که در آن نهاد از سویی عمل را آغاز می‌کند و از سوی دیگر خود از آن تأثیر می‌پذیرد. «پرویز نان را برای خود می‌برد.»

جهت میانه وقتی به کار می‌رود که نتیجه فعل به گونه‌ای به نهاد ارتباط یابد (مانند برای خود می‌برد)، یا معنی عمل متقابل داشته باشد (مانند با هم جنگیدن) یا معنی انعکاسی داشته باشد (مانند خود را شستن).
از زبان‌هایی که در صرف فعل شناسه‌هایی برای جهت میانه دارند می‌شود به آلبانیایی، بنگالی، فولا، تامیل، سانسکریت، ایسلندی، سوئدی و یونانی باستان اشاره کرد. برخی زبان‌ها حتی تعداد بیشتری جهت فعلی دارند. برای نمونه مغولی کلاسیک پنج جهت دارد: معلوم، مجهول، سببی، دوسویه، و همیارانه.

## در فارسی
در زبان فارسی همچون بسیاری از زبان‌های دنیا، از نظر معنایی سه نوع جهت وجود دارد که عبارتند از: معلوم، مجهول و میانه. ساخت‌های میانه در زبان فارسی همچون مجهول مشتمل بر یک موضوع هستند. فعل‌های میانه در فارسی اما تصریف جداگانه‌ای ندارند و به لحاظ صرفی، شبیه صورت معلوم خود می‌باشند؛ اما به لحاظ نحوی و معنایی به مجهول‌ها شباهت دارند.